# 19919 Pogorelov
19919 Pogorelov è un asteroide della fascia principale. Scoperto nel 1977, presenta un'orbita caratterizzata da un semiasse maggiore pari a 2,6726444 au e da un'eccentricità di 0,1920986, inclinata di 13,03136° rispetto all'eclittica.
L'asteroide è dedicato al matematico russo Aleksey Vasil'evič Pogorelov.